# Oszáma Rasíd
Oszáma Dzsabbár Safík Rasíd, nemzetközi változatban Osama Jabbar Shafeeq Rashid (arabul: أسامة جبار شفيق رشيد; 1992. január 17. –) iraki válogatott holland labdarúgó, a Santa Clara középpályása. Korábban a Feyenoord és az FC Den Bosch játékosa is volt.

## Magánélete
Osama sportmarketing szakon szerzett diplomát, és a spanyol Real Madrid a kedvenc csapata.

## Statisztikái

### Klubcsapatokban
Legutóbb frissítve: 2024. február 18.
| Klub              | Szezon         | Bajnokság               | Bajnokság | Bajnokság | Kupa  | Kupa  | Ligakupa | Ligakupa | Nemzetközi | Nemzetközi | Összesen | Összesen |
| Klub              | Szezon         | Liga                    | Mérk.     | Gólok     | Mérk. | Gólok | Mérk.    | Gólok    | Mérk.      | Gólok      | Mérk.    | Gólok    |
| ----------------- | -------------- | ----------------------- | --------- | --------- | ----- | ----- | -------- | -------- | ---------- | ---------- | -------- | -------- |
| Farense           | 2015–16        | LigaPro                 | 41        | 6         | 3     | 1     | —        | —        | —          | —          | 44       | 7        |
| Lokomotiv Plovdiv | 2016–17        | Bolgár bajnokság        | 5         | 0         | 1     | 1     | —        | —        | —          | —          | 6        | 1        |
| Santa Clara       | 2016–17        | LigaPro                 | 17        | 3         | 0     | 0     | 0        | 0        | —          | —          | 17       | 3        |
| Santa Clara       | 2017–18        | LigaPro                 | 25        | 8         | 6     | 2     | 0        | 0        | —          | —          | 31       | 10       |
| Santa Clara       | 2018–19        | Primeira Liga           | 25        | 7         | 2     | 0     | 0        | 0        | —          | —          | 27       | 7        |
| Santa Clara       | 2019–20        | Primeira Liga           | 27        | 2         | 4     | 2     | 0        | 0        | —          | —          | 31       | 4        |
| Santa Clara       | 2020–21        | Primeira Liga           | 14        | 1         | 3     | 0     | 0        | 0        | —          | —          | 17       | 1        |
| Santa Clara       | Összesen       | Összesen                | 108       | 21        | 15    | 0     | 0        | 0        | 0          | 0          | 123      | 25       |
| Gaziantep         | 2020–21        | Süper Lig               | 14        | 0         | 0     | 0     | —        | —        | —          | —          | 14       | 0        |
| Khor Fakkan       | 2021–22        | UAE Arabian Gulf League | 13        | 0         | 0     | 0     | 5        | 1        | —          | —          | 18       | 1        |
| Vizela            | 2021–22        | Primeira Liga           | 11        | 0         | 0     | 0     | 0        | 0        | —          | —          | 11       | 0        |
| Vizela            | 2022–23        | Primeira Liga           | 18        | 1         | 1     | 0     | 2        | 0        | —          | —          | 21       | 0        |
| Vizela            | 2023–24        | Primeira Liga           | 7         | 0         | 0     | 0     | 2        | 0        | —          | —          | 9        | 0        |
| Vizela            | Összesen       | Összesen                | 36        | 1         | 1     | 0     | 4        | 0        | 0          | 0          | 41       | 1        |
| Teljes karrier    | Teljes karrier | Teljes karrier          | 217       | 28        | 20    | 6     | 9        | 1        | 0          | 0          | 246      | 34       |

### A válogatottban
Legutóbb frissítve: 2024. június 5.
| Válogatott | Év       | Mérk. | Gólok |
| ---------- | -------- | ----- | ----- |
| Irak       | 2011     | 1     | 0     |
| Irak       | 2012     | 5     | 0     |
| Irak       | 2014     | 3     | 0     |
| Irak       | 2015     | 4     | 0     |
| Irak       | 2016     | 1     | 0     |
| Irak       | 2018     | 3     | 0     |
| Irak       | 2019     | 3     | 0     |
| Irak       | 2023     | 7     | 1     |
| Irak       | 2024     | 8     | 1     |
| Összesen   | Összesen | 35    | 2     |

| No. | Dátum              | Helyszín                                   | Ellenfél  | Eredmény | Végeredmény | Kiírás                                     |
| --- | ------------------ | ------------------------------------------ | --------- | -------- | ----------- | ------------------------------------------ |
| 1   | 2023. november 16. | Baszra International Stadion, Baszra, Irak | Indonézia | 3–1      | 5–1         | 2026-os labdarúgó-világbajnokság-selejtező |
| 2   | 2024. január 15.   | Ahmad bin Ali Stadion, Al-Rajján, Qatar    | Indonézia | 2–1      | 3–1         | 2023-as Ázsia-kupa                         |

## Sikerei, díjai
Irak
- WAFF Championship-döntős: 2012[6]

Egyéni
- Primeira Liga A hónap gólja: 2018 szeptember[7]